# David Vála
David Vála (ur. 17 kwietnia 1978) – czeski zapaśnik walczący w stylu klasycznym. Trzykrotny olimpijczyk. Zajął dziewiąte miejsce w Sydney 2000; czternaste w Atenach 2004 i dwunaste w Londynie 2012 (kategoria 96 kg). Startował w kategoriach 96–130 kg.
Jedenaście razy brał udział w turnieju mistrzostw świata. Zajął ósme miejsce w 2006. Wicemistrz Europy w 2007. Trzeci na MŚ juniorów w 1998. Trzynastokrotny mistrz kraju w latach: 1996–1998, 2000–2003, 2005, 2007–2009, 2011 i 2013 roku.
- Turniej w Sydney 2000 - 130 kg

Pokonał Marka Sitnika, a przegrał z Fatihem Bakirem z Turcji i Jurijem Jewsejczykiem z Izraela.
- Turniej w Ateny 2004 - 120 kg

Wygrał z Białorusinem Andrejem Czechauskojem i przegrał z Rosjaninem Chasanem Barojewem.
- Turniej w Londynie 2012 - 96 kg

Uległ Kubańczykowi Yuniorowi Estradzie.